# Dolnołużycka Wikipedia
Dolnołużycka Wikipedia – edycja Wikipedii tworzona w języku dolnołużyckim.
Ta edycja językowa wystartowała 12 stycznia 2008 roku, po długiej fazie testów. Ma być jednym z  środków na nowo wzbudzających zainteresowanie językiem dolnołużyckim, używanym już dziś prawie wyłącznie przez starsze pokolenia.
Na dzień 3 stycznia 2020 roku zawierała 3253 artykuły. W tym też czasie w rankingu międzyjęzykowym zajmowała 208. pozycję.